# Décès en février 1967
Décès
- 1963
- 1964
- 1965
- 1966
- 1967
- 1968
- 1969
- 1970
- 1971

Pour une information complémentaire, voir la page d'aide.

| Date        | Nom                  | Pays                 | Activités                         | Âge | Source |
| ----------- | -------------------- | -------------------- | --------------------------------- | --- | ------ |
| 1er février | Guillaume Desgranges | Drapeau de la France | Peintre et lithographe française. | 80  |        |